# Fabian Nicieza
Fabian Nicieza, né le 31 décembre 1961 à Buenos Aires (Argentine), est un scénariste et rédacteur en chef de comics américain.

## Biographie

### Jeunesse
Fabian Nicieza, naît le 31 décembre 1961 à Buenos Aires en Argentine. Il a quatre ans quand sa famille émigre aux États-Unis dans le New Jersey. Il fait ses études à la Madison Central High School dont il sort diplômé en 1979. Il étudie ensuite à l'université Rutgers et en sort en 1983 avec un diplôme en publicité et relation publique.

### Début de carrière
Jusqu'en 1985, Nicieza travaille pour Berkley Publishing Group. Puis il est engagé  par Marvel Comics, d'abord comme assistant de fabrication puis au département de la publicité. Il commence aussi à écrire quelques articles pour le journal publicitaire de Marvel, Marvel Age.
En 1987, il écrit son premier comics : Psi-Force No 9 (juillet 1987). Cela l'amène à être le scénariste de la série du no 16 au no 32. Puis il écrit quelques histoires pour diverses séries comme Classic X-Men ou les Annuals de 1989 pour le crossover Atlantis Attacks.
En 1989, il est le scénariste de la série New Warriors. Il reste sur le titre jusqu'au no 53 collaborant avec Mark Bagley puis Darick Robertson au dessin.
À partir de 1990, il écrit aussi des scénarios pour des séries comme la division alpha, les Vengeurs et la  minisérie Nomad,ce qui l'amène à être le scénariste de la nouvelle série en 1992. C'est aussi en 1992 qu'il est nommé responsable éditorial de la collection Star Comics, destinée aux enfants. Peu après, il quitte son poste chez Marvel mais continue de travailler pour la maison d'édition, cete fois -ci en indépendant. C'est ainsi qu'il scénarise la minisérie NFL SuperPro (Oct. 1991 –  février 1992), et avec le dessinateur Kevin Maguire, la minisérie Adventures of Captain America.

### Les X-Men
En 1991, Nicieza scénarise les trois derniers épisodes des Nouveaux Mutants avec Rob Liefeld au dessin. Ensemble ils créent les personnages de Deadpool et de Shatterstar et transforment l'équipe en la renommant X-Force. Liefeld et Nicieza produisent ensuite la nouvelle série X-Force. Nicieza reste scénariste de la série jusqu'en 1995. Parallèlement à partir de 1992 il est scénariste des X-Men vol. 2, à partir du no 12 (Septembre 1992). Par la suite il écrit la première minisérie consacrée à Cable puis les premiers numéros de la série qui lui est consacrée. Il scénarise aussi la première série consacrée à Deadpool, Deadpool: the Circle Chase en 1993. En 1995, il s'oppose à Bob Harras, alors éditeur en chef et doit quitter les séries X-Force et X-Men.

### Acclaim Comics
Après 1995, Nicieza écrit quelques histoires pour Captain Marvel  (vol. 2, 1995) et  Spider-Man: The Final Adventure (1995) ainsi que pour les  Mighty Morphin Power Rangers avant de quitter Marvel en 1996. Il part chez DC Comics et coécrit Justice League: Midsummer Nightmare avec Mark Waid qui relance la Justice League sous le nom de JLA. Il travaille aussi pour Twist and Shout Comics et écrit et dessine des histoires parues dans X-Flies Special #1 and Dirtbag #7.
Plus tard en 1996 Nicieza est engagé par Acclaim Comics comme senior vice-président et éditeur en chef. Il est chargé de relancer les personnages qui faisaient partie auparavant de Valiant Comics. Il écrit la série Turok  et une création Troublemakers. Turok connaît le succès grâce à l'adaptation en jeu vidéo et Nicieza est nommé président et éditeur d'Acclaim Comics en 1997. Cependant les responsables d'Acclaim décident de supprimer des postes et de limiter le nombre de comics. Nicieza démissionne alors en 1999.

### Travail en indépendant
Fabian Nicieza revient chez Marvel  et coécrit le crossover Magneto Wars dans les séries Uncanny X-Men #366–367 et X-Men vol. 2, #86–87, avec le dessinateur Alan Davis en 1999. Cela l'amène à écrire les séries limitées consacrées à Magneto Magneto Rex (1999) puis Magneto: Dark Seduction (2000). Il est aussi le scénariste de la série Gambit (1999). En 1999, il devient aussi le scénariste des Thunderbolts au n° 34. Il y reste jusqu'au n°75. Parallèlement il écrit de nombreuses miniséries : Citizen V (2001), Citizen V and the V Battalion: Everlasting (2002), X-Men Forever (2001). Pour DC il écrit Supermen of America (1999) et la série limitée Elseworlds : JLA: Created Equal (2000), ainsi que quelques épisodes de la série pour enfants Justice League Adventures.
En 2003 Nicieza avec le dessinateur Stefano Raffaele crée la  minisérie d'horreur The Blackburne Covenant pour Dark Horse Comics. La même année il devient le scénariste de la série Cable and Deadpool dont il écrit les 50 numéros.
En 2006, Nicieza revient chez DC pour  Action Comics 841 à 843 (Juillet–septembre 2006), coécrit ave Kurt Busiek. Nicieza écrit aussi JSA Classified no 28.  Il est aussi un des coscénaristes de  The 99, un comics basé sur la culture islamique avec le koweïtien Naif Al-Mutawa, Il signe aussi des épisodes de Nightwing et de Robin,. Puis il écrit la minisérie Azrael : Death's Dark Knight qui l'amène à la série Azrael (Décembre 2009 – décembre 2010),.
D'août 2010 à août 2011, Nicieza est scénariste de la série Red Robin. Puis en septembre 2011 il lance le titre Legion Lost mais s'arrête après 6 numéros. En 2016, pour l'éditeur Shatner Singularity, il adapte un poème de Stan Lee sous forme de graphic novel Stan Lee's 'God Woke'. Ce livre gagne le prix Independent Publisher Book Awards' Outstanding Books of the Year Independent Voice Award en 2017.

## Autres travaux
Fabian Nicieza a coécrit les dessins animés sortis directement en vidéo Hot Wheels World Race et The Black Belt Club, inspiré de la série de livres publiés par Scholastic.

## Publications
- Psi-Force (Marvel Comics) d'Archie Goodwin (comics)
- La Division Alpha
- Les Vengeurs (#317–325)
- NFL Superpro (Marvel Comics)
- The Adventures of Captain America: Sentinel of Liberty) (1991-1992)
- X-Men
- Thunderbolts
- Valiant Comics
  - X-O Manowar
  - Ninjak
  - Solar (comics)
  - Turok
  - Troublemakers (comics)
  - Cable & Deadpool / Deadpool
- The Blackburne Covenant avec Stefano Raffaele (mini série Dark Horse Comics)
- Dick Grayson
- New Warriors
- Action Comics / DC Comics
  - Société de justice d'Amérique
- The 99 (Teshkeel Comics)